# Bertie Joyce
Albert Edward Joyce, dit « Sergent Bertie Joyce », né le 29 décembre 1921 à Londres et mort le 12 juin 1943 à Stalag Luft III, est un pilote de l'armée britannique Royal Air Force lors de la Seconde Guerre mondiale.

## Premières années
Albert Edward Joyce est né le 29 décembre 1921, à Brixton Hill, Londres, Royaume-Uni, de Alfred Thomas Joyce and Jane Joyce,. Il se passionne pour la boxe pendant sa jeunesse.

## Seconde Guerre Mondiale

### Opération Veracity I
Le 30 décembre 1941, lors de l’opération Veracity I, une mission alliée visant à bombarder le port de Brest, l’avion du sergent Albert Edward Joyce, un Spitfire de l’escadron 234 de la Royal Air Force, est abattu au-dessus de Plourin. Joyce, parvient à s’éjecter de son appareil en parachute. Blessé lors de sa descente, il trouve refuge temporaire à la ferme de Pen Allan Garo.

### Capture par l'armée allemande
Dans un contexte historique de la région marqué par une occupation allemande renforcée, cet incident ne passe pas inaperçu : un soldat allemand arrive seul à la ferme de Pen Allan Garo peu après le crash de l'avion. Joyce, craignant pour sa vie, brûle ses papiers d’identité et fait le signe de croix, persuadé qu’il vit ses derniers instants, selon les témoignages de l'époque. Ce soldat allemand organise le transport de Joyce vers une route voisine, où une voiture allemande attend pour l’évacuer. Le pilote britannique est ensuite interné comme prisonnier de guerre.

### Tentative de fuite et décès
Après sa capture, le sergent Joyce est transféré au Stalag Luft III, un camp de prisonniers situé à Żagań, en Pologne. Il tente de s’évader avec un autre prisonnier Alan Saxton en février 1943, mais est grièvement blessé. Il succombe à ses blessures trois mois plus tard,. Albert Edward Joyce repose au cimetière Poznań Old Garrison.

## Postérité
L’histoire de Bertie Joyce a été redécouverte grâce aux recherches de Gildas Saouzanet,,,, historien local, et à la visite de la famille de Bertie Joyce, les Bowles, en 2015. Cette famille a retracé le parcours de leur ancêtre, découvrant les lieux où il s’est réfugié et a été capturé. À Pen Allan Garo, les témoins locaux et les recherches archéologiques ont permis d’exhumer des fragments de l’épave de son Spitfire, rendant hommage à cet épisode de la Seconde Guerre Mondiale.